# Institut national de recherche scientifique et technique
 (juin 2018).
Si vous disposez d'ouvrages ou d'articles de référence ou si vous connaissez des sites web de qualité traitant du thème abordé ici, merci de compléter l'article en donnant les références utiles à sa vérifiabilité et en les liant à la section « Notes et références ».
L'Institut national de recherche scientifique et technique (INRST) est un établissement public tunisien situé à Hammam Lif au sud de la ville de Tunis.
Il est créé en 1984.
Parmi ses missions, l'INRST réalise les programmes de recherche, participe au développement de la recherche scientifique et technique et à son insertion dans le tissu économique et social, contribue à la formation des cadres et favorise le partenariat avec l'industrie et l'université, valorise les résultats de la recherche et leur exploitation par les organismes économiques et exerce une activité d'expertise, de veille et de promotion scientifique et technologique au service de l'économie.